# Matyáš Novák (kanoista)
Matyáš Novák (* 2005) je český vodní slalomář, kajakář závodící v kategorii K1 a X1 (kajak kros).  Od roku 2025 reprezentuje Česko v kajak krosu v kategorii dospělých.